# De zon achterna
De zon achterna is een nummer van de Nederlandse band Van Dik Hout. Het is de tweede single van hun derde studioalbum Kopstoot van een vlinder uit 1997. In september van dat jaar werd het nummer op single uitgebracht. 

## Achtergrond
"De zon achterna" werd een bescheiden radiohit in Nederland. De single bereikte de Nederlandse Top 40 niet maar bleef steken op de 3e positie in de Tipparade. De single behaalde wél een 66e positie in de Mega Top 100 en stond 4 weken in de publieke hitlijst genoteerd.
In België behaalde single géén notering in beide Vlaamse hitlijsten.